# Роколл
Ро́колл (англ. Rockall) — необитаемая скала в Атлантическом океане, надводная часть разрушенного конуса потухшего вулкана. Высота — 23 м, диаметр — 27 м, площадь — около 570 м². Источников пресной воды нет. Роколл дал название одному из морских районов.
Соседние скалы Хасселвуд в 160—200 метрах севернее и ряд других скал, составляющих Хеленс-риф (англ. Helen’s Reef), — как минимум в два раза меньше Роколла и высотой не больше одного метра.
Достоверно известно о высадке на Роколл менее чем 20 человек, причём пять из них ночевали на этом островке и провели здесь значимое количество дней.

## Природа
Единственными постоянными жителями острова являются обитатели колонии морских моллюсков. Небольшое число птиц (в основном глупыши, олуши, черноногие моевки и кайры) использует скалу для отдыха летом. Бакланы и кайры здесь иногда успешно размножаются, если лето спокойное и штормовые волны не смывают гнёзд со скалы. В общей сложности на территории или вблизи острова наблюдается чуть более 20 видов морских птиц и 6 других видов животных (в том числе вышеупомянутые моллюски), а также несколько видов водорослей.

## Геология
Роколл был сформирован около 55 миллионов лет назад, когда древний континент Лавразия был разделен на части и между Гренландией и Европой образовался Атлантический океан.
Остров состоит из гранита, относительно богатого натрием и калием. В 1975 году на Роколле был обнаружен новый минерал — бацирит (англ. Bazirite, нем. — Bazirit), название дано по содержанию в составе бария Ba и циркония Zr — BArium + ZIRconium (химическая формула BaZrSi3O9).

## История
Роколл фигурирует в средневековом ирландском фольклоре как мифический камень «Rocabarraigh», который должен появиться трижды перед концом света.
Первые литературные упоминания острова «Rokol» встречаются в книге шотландского писателя Мартина Мартина «Описание западных островов Шотландии», опубликованной в 1703 году. В ней он также пишет, что «жители это место называют „Rokabarra“».

### Катастрофы
На соседних с Роколлом скале Хасселвуд и Хеленс-рифе в разное время произошло несколько морских катастроф.
- 22 августа 1686 года торговый корабль с испанцами и французами на борту сел на мель на Роколле. Нескольким членам экипажа удалось достичь архипелага Сент-Килда на шлюпке и спастись. Некоторые подробности этого события были рассказаны шотландским писателем Мартином Мартином в его книге «Недавнее путешествие до Сент-Килды», вышедшей в 1698 году[11].
- 1812 — исследовательское судно «Леонидас» затонуло на Хеленс-рифе[4].
- 19 апреля 1824 года бригантина «Хелена» (Helen), направляясь из Данди в Квебек, затонула, разбившись о риф, который впоследствии был назван по имени этого корабля рифом Хелены (англ. Helen’s Reef)[12].
- 28 июня 1904 года произошло одно из крупнейших кораблекрушений XX века: датское пассажирское судно «Норье» разбилось и затонуло близ острова; трагедия унесла жизни 635 человек[13].

### Колонизация
18 сентября 1955 г. вертолётом на островок были доставлены офицеры, установившие мемориальную доску и флаг Великобритании. 21 сентября 1955 года об официальной аннексии Роколла было объявлено Адмиралтейством.
10 февраля 1972 года получил королевскую санкцию закон Острова Роколл, провозгласивший остров административной частью области Гаррис Шотландии. Это событие стало последним случаем территориальной экспансии Британской империи. В 1974 году на скале была сделана официальная фотография двух королевских морских пехотинцев в полной парадной форме.
Бывший солдат, эксперт по выживанию Том Макклин жил на острове 40 дней в деревянной коробке, прикрученной болтами к скале, в период с 26 мая по 4 июля 1985 года, чтобы подтвердить претензии Великобритании на эту территорию.
10 июня 1997 года три активиста экологической организации «Гринпис» на 42 дня заняли островок в знак протеста против разведки нефти под англичанами. Они жили в жёлтой пластиковой капсуле, объявив остров «новым глобальным государством» под названием «Waveland» (англ. «страна волн»), и предлагали гражданство любому принёсшему присягу.
Летом 2014 года шотландец Ник Хэнкок провел 43 дня на Роколле абсолютно один с целью сбора средств для благотворительного фонда «Help for Heroes». Он намеревался провести там 60 дней, установив тем самым новый рекорд, но был вынужден прервать своё пребывание там, после того как волна смыла его провиант и оборудование.

### Государственная принадлежность
Государственная принадлежность островка и окружающих его вод оспаривалась Великобританией, Ирландией, Данией (Фарерские острова) и Исландией.
Спор ведётся из-за прав на разведку недр и на рыбный промысел на окружающих Роколл банке, впадине и плато. Заинтересованные страны внесли соответствующие представления в комиссию ООН, созданную в соответствии с Конвенцией ООН по морскому праву.
Дания также намеревалась сделать заявку до 2014 года, задержав до этого времени принятие резолюции.
В ответ на запрос в соответствии с законом о свободе информации правительство Великобритании заявило: «Островок Роколл — часть Великобритании, в частности он является частью Шотландии в соответствии с актом об острове Роколл от 1972 года. Никакое другое государство не вправе оспаривать наши претензии на остров».
В 2014 году переговоры между заинтересованными странами закончились тем, что Великобритания должна была получить суверенитет над Роколлом. Однако в связи с её выходом из ЕС могут возникнуть осложнения в споре о праве на принадлежность.

## В популярной культуре
В альбоме Observations (1984) исландской группы Mezzoforte есть композиция Rockall.
В романе Уильяма Голдинга «Воришка Мартин» главный герой после кораблекрушения попадает на данную скалу.
В фантастической повести Теренса Хэнбери Уайта «Хозяин» (англ. The Master: An Adventure Story, 1958) двое детей — близнецы Джуди и Никки — вместе со своей собачкой оказались на Роколле, где обнаружили таинственных обитателей и пережили необыкновенные приключения.